# Abbas Fahdel
 (juillet 2017).
Si vous disposez d'ouvrages ou d'articles de référence ou si vous connaissez des sites web de qualité traitant du thème abordé ici, merci de compléter l'article en donnant les références utiles à sa vérifiabilité et en les liant à la section « Notes et références ».
Abbas Fahdel (en arabe : عباس فاضل) est un réalisateur, scénariste et critique de cinéma franco-irakien, né à Hilla, en Irak.

## Biographie
Installé en France depuis l'âge de 18 ans, il y étudie le cinéma en suivant notamment les cours d'Éric Rohmer, Jean Rouch et Serge Daney, jusqu'à obtenir un doctorat de l'Université Paris 1 Panthéon-Sorbonne.[réf. nécessaire]
En janvier 2002, muni d'un passeport français[réf. nécessaire], il retourne en Irak et y tourne Retour à Babylone, un documentaire dans lequel il s'interroge : « Que sont devenus mes amis d’enfance ? Qu'est-ce que la vie d'ici a fait d'eux ? Qu'est-ce que la vie d'ici aurait pu faire de moi si je n'avais pas choisi de suivre ailleurs le cours de ma destinée ? » En filigrane de cette quête-enquête dans la terre natale transparaît la situation dramatique d’un pays meurtri par les années de guerre et de dictature.
Un an plus tard, en février 2003, devant l’imminence d'une nouvelle guerre, il retourne de nouveau en Irak et entreprend de filmer les siens. Rentré en France quand l'invasion américaine de l'Irak commence, il n’a plus de nouvelles de ses proches. Il revient en Irak deux mois plus tard et découvre un pays secoué par la violence, qui semble n’avoir échappé au cauchemar de la dictature que pour tomber dans le chaos, un pays où pourtant tout demeure possible, le meilleur comme le pire. Ce moment historique constitue la matière de son second documentaire, intitulé Nous les Irakiens.[réf. nécessaire]
En 2008, il termine son premier long métrage de fiction, L'Aube du monde, tourné en Égypte et interprété par Hafsia Herzi et Hiam Abbass.
En 2015, il revient au cinéma documentaire avec Homeland : Irak année zéro, long métrage d'une durée de cinq heures et demie.
En 2018, son nouveau long métrage de fiction, Yara, tourné au Liban, est sélectionné dans la compétition internationale du Festival international de Locarno.
C'est également le cas en 2025 avec son documentaire, Tales of the Wounded Land (prix de la meilleure réalisation).

## Filmographie
Sauf indication contraire, les informations mentionnées dans cette section peuvent être confirmées par les bases de données cinématographiques IMDb et Allociné,  présentes dans la section « Liens externes ».

### Longs métrages de fiction
- 2008 : L'Aube du monde
- 2018 : Yara

### Longs métrages documentaires
- 2002 : Retour à Babylone
- 2004 : Nous les Irakiens
- 2015 : Homeland : Irak année zéro (documentaire en deux parties)
- 2025 : Tales of the Wounded Land (prix de la meilleure réalisation au festival de Locarno)

### Courts métrages
- Les Choses dans l’ombre
- Weegee’s World
- Le Dimanche d'un café de banlieue[réf. nécessaire]

## Distinctions

### Récompenses

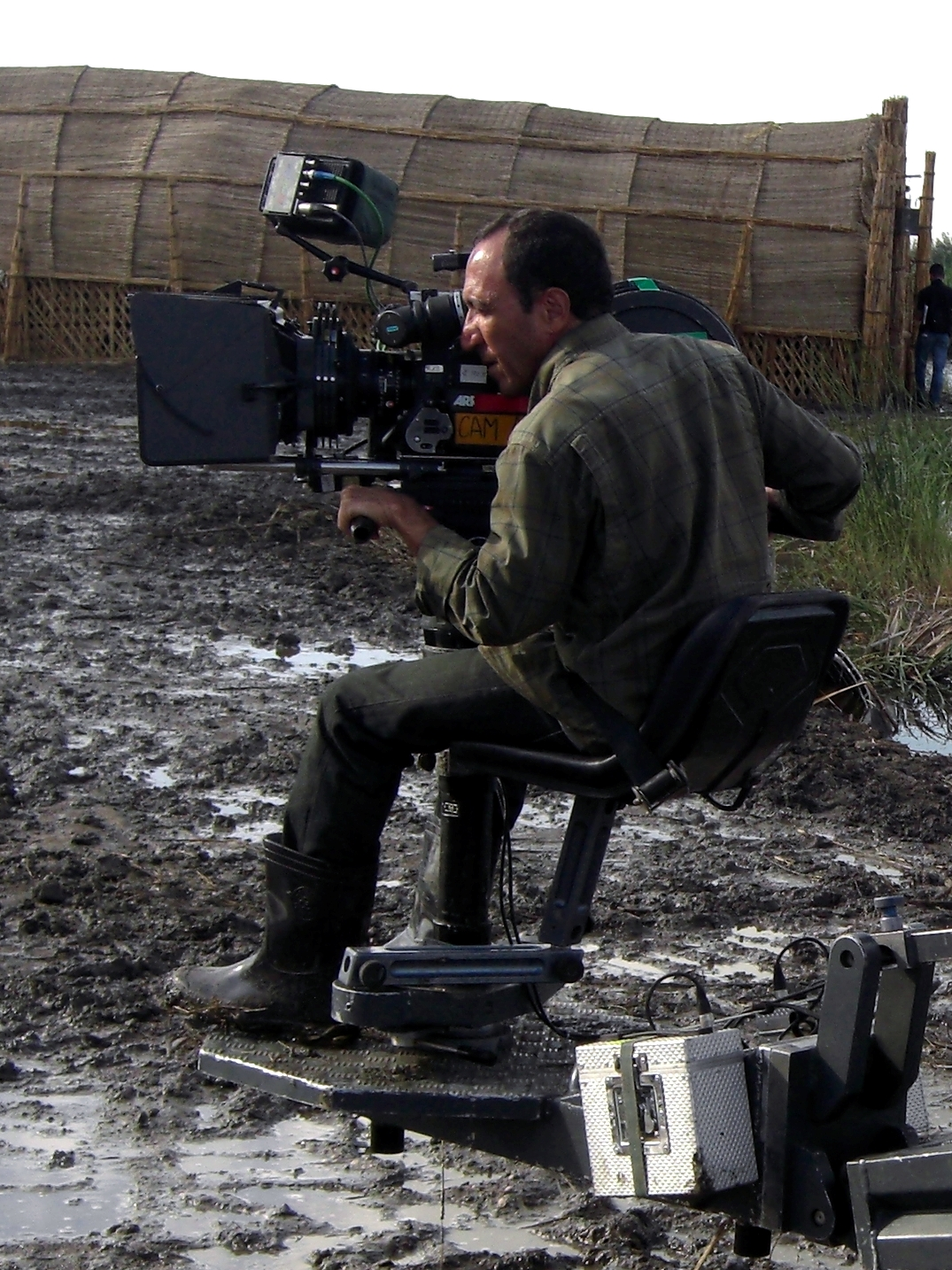
Abbas Fahdel sur le tournage de L'Aube du monde.

- Sesterce d’or (Prix du meilleur long métrage de la Compétition Internationale), Festival Visions du réel, 2015, pour Homeland (Iraq Year Zero).
- Doc Alliance Selection Award, au Festival international du film de Locarno, 2015, pour Homeland (Iraq Year Zero).
- White Goose Award (Prix du meilleur long métrage de la compétition internationale) à DMZ International Documentary Film Festival (DMZ Docs), Corée du Sud, 2015, pour Homeland (Iraq Year Zero).
- Prix de l'Excellence (Award of Excellence) décerné par le Jury de la compétition internationale, et le Prix du Public (Citizens' Prize) au  Festival international du documentaire de Yamagata, 2015, pour Homeland (Iraq Year Zero).
- Grand Prix du jury, Festival international du cinéma d’auteur de Rabat, 2009, pour L'Aube du monde.
- Pris du meilleur long métrage de fiction, Gulf Film Festival, Émirats arabes unis, 2009, pour L'Aube du monde.
- Prix du Public et Prix du jury NETPAC, Festival international des cinémas d'Asie, Vesoul, 2009, pour L'Aube du monde.
- Prix du Meilleur Scénario, Festival international du film de Beyrouth, 2009, pour L'Aube du monde.
- Prix du meilleur film, Festival du film arabe de Fameck, 2009, pour L'Aube du monde.
- Grand Prix du Meilleur Scénariste, SOPADIN[3].
- Trophée du premier scénario, Centre national de la cinématographie, pour L'Aube du monde.
- Mention du Jury, Festival du cinéma africain, d’Asie et d’Amérique latine (Milan), 2005, pour Nous les Irakiens.

### Distinctions honorifiques
- Blason du Ministère de la Culture, Irak, 2010.
- Diplôme honorifique du Ministère de la Culture, Irak, 2010.

### Sélections en festivals
- Homeland (Iraq Year Zero) :
  - Visions du réel, Nyon, Suisse, avril 2015.
  - Olhar de Cinema - Curitiba International Film Festival, Brésil, juin 2015.
  - Lima Independiente Festival Internacional de Cine, Pérou, juin 2015.
  - États généraux du film documentaire, Lussas, France, août 2015.
  - DMZ International Documentary Film Festival (DMZ Docs), Corée du Sud, septembre, 2015.
- L'Aube du monde :
  - Festival international du film oriental de Genève, 2010.
  - Festival international du film de Rio de Janeiro, Brésil, 2009.
  - Festival international du film du Caire, 2009.
  - Arab Film Festival, Michigan, USA, 2009.
  - MedFilm Festival, Rome, 2009.
  - Festival international du film de Beyrouth, Liban, 2009.
  - Festival du film arabe de Fameck, France, 2009.
  - Festival du film franco-arabe, Amman, Jordanie, 2009.
  - Festival Douro Film Harvest, Portugal, 2009.
  - Festival international du cinéma d’auteur de Rabat, Maroc, 2009.
  - Gulf Film Festival, Émirats arabes unis, 2009.
  - Festival du film Open Doek, Belgique, 2009.
  - Festival international des cinémas d'Asie, Vesoul, 2009.
  - Fenêtres sur le cinéma du Sud, Lyon, 2009.
  - Festival international du film de Pusan, Corée du Sud, 2008.
  - Festival international du film de Dubaï, 2008.
  - Festival Premiers Plans d'Angers, 2007, lecture du scénario.
- Nous les Irakiens :
  - FIPA (Festival international des programmes audiovisuels), 2004
  - Festival international du film d'Amiens, 2004.
  - Journées cinématographiques de Carthage, 2004
  - Festival des Cinemas d'Afrique, Asie et Amérique Latine, Milan, 2005.
  - Visions Sociales 2005, Festival de Cannes 2005.
  - Biennale des Cinémas Arabes à Paris, 2004.
  - Biennale des Cinémas Arabes à Marseille, 2004.
- Retour à Babylone :
  - FIPA (Festival international des programmes audiovisuels), 2003
  - Journées cinématographiques de Carthage, 2002
  - Arabisches Film Festival, Tübingen, 2004
  - Biennale des Cinémas Arabes à Paris, 2004.
  - Biennale des Cinémas Arabes à Marseille, 2004.